# 西班牙征服尤卡坦
西班牙征服尤卡坦指西班牙帝国于尤卡坦半岛进行的一系列殖民战争，其中最主要的敌人是玛雅文明。西班牙对玛雅地区的征服持续了较长的时间。

## 征服之前的早期接触
玛雅人最早直接接触到西班牙人是在1511年，一艘西班牙船只遇海难，十来个西班牙人漂流到了尤卡坦半岛东部，被当地玛雅王国发现。其中一些人被当场抓去献祭了。最后剩下两个人活下来，一个是格罗尼莫·德阿奎拉，一个是冈萨罗·格雷罗。前者在1519年科特斯进入尤卡坦时当了西班牙人翻译，后者则有幸成为尤卡坦东部切图马尔王国的将军，并娶了玛雅人为妻，生下了墨西哥史上最早的印欧混血人（所以他现在还被纪念着）。
1517年的时候弗朗西斯科·埃尔南德斯·德·科尔多瓦从古巴出发航行到尤卡坦，发现海岸上有一些石头垒砌的城堡。他们一开始跟这些玛雅城邦进行了交易，后来还是发生了冲突，他们被赶走了。不过他们向外面的西班牙人报道了尤卡坦的情况，这也引起了后来的科特斯远征。
伴随西班牙人而来的，还有旧大陆的一系列烈性传染疾病，例如天花、黄热病等等。根据现代的估测，在16世纪20至30年代，整个玛雅地区由于传染病造成的的人口损失高达75%至90%。这在相当大的程度上削弱了玛雅文明的经济以及战斗力。

## 征服过程
1519年科特斯在尤卡坦登陆，不过没有什么大动作，而是径直去了阿兹特克并在两年后彻底击败阿兹特克帝国。直到1527年科特斯才把注意力转移到尤卡坦，派手下弗朗西斯科·蒙特霍去征服那里。这一次玛雅人表面上同意臣服，不过用计打败了西班牙军队。
1531年蒙特霍又去了，这一回采用分化瓦解的方式，先设法跟玛雅海岸城市坎佩切结盟，然后派出军队深入腹地。玛雅人再施旧计，首先表示臣服，然后各地都进行大规模反抗，于1535年成功将西班牙势力逐出尤卡坦。这一次反抗中玛雅切图马尔王国的西班牙人将军格雷罗很有可能参与了战斗并牺牲，因为有记载说西班牙人发现守城的死者中有一个白人。
1540年，老蒙特霍把军权交给自己的儿子。这年小蒙特霍带了大军进入尤卡坦，征服了西尤卡坦的盟主休玛雅，并在1542年在现在的梅里达市设置了首府。休玛雅的国王皈依了天主教，成为了西班牙的傀儡。小蒙特霍利用强大的休玛雅军队向尤卡坦东部推进，用了4年时间基本上占领了整个玛雅地区，在1546年除了现危地马拉北部的密林地区外，整个尤卡坦均掌握在了西班牙人手中。

## 占领佩腾湖
危地马拉北部的热带丛林中有一个佩腾湖，湖中有一个岛，岛上的城市塔亚萨尔是当时伊察玛雅的首都。西班牙人其实一直知道这个国家的存在（科特斯在1525年去洪都拉斯的途中经过这里，当时伊察国王表示了臣服），但是由于地理及气候等等因素一直没有去征服她，只是偶尔派一些传教士去试图传教，虽然都没有成功，不过也留下了一些记载，让我们了解了这个国家的情况。它保留着古老的信仰（不过加入了少许新的元素，比如科特斯骑的白马也成了一个神灵），有大量抄本流传，传统的玛雅文化在这里得到了旺盛的生命力。
1622年，尤卡坦总督派出一小支部队去骚扰伊察王国，不幸全军覆没。1624年总督又派了一支军队，不过仍然惨败。于是总督觉得还是用兵去镇守已经控制的地区更划算，因为这些地区的玛雅人一直未停止过反抗。
1695年，西班牙方济各会派了三名传教士和四个皈依天主教的玛雅歌手前往伊察王国。他们得到了款待，也收获了一些信徒。不过伊察国王本人拒绝加入天主教；他说等时机成熟的时候自己会考虑的，不过现在不是时间。于是第二年伊察王国就遭到了西班牙人和他们的玛雅同盟的进攻。这一次伊察王国仍旧成功地进行了抵抗。
梅里达的西班牙指挥官这才意识到伊察王国不是个轻易就能打败的对手，于是在1697年决定派出由235名西班牙士兵加上数万名玛雅军队组成的大军，浩浩荡荡进入雨林。他们拥有一个长距离的补给线，并在佩腾湖畔建立了一个要塞。最终在同年3月13日，西班牙人攻陷伊察玛雅首都塔亚萨尔。
西班牙人在塔亚萨尔焚烧了玛雅图书馆，花了整整一天时间砸毁了玛雅人神庙中的所有偶像。这样古玛雅文明的最后一个据点被毁灭，西班牙势力成功占领整个尤卡坦。